# Quercus lamellosa

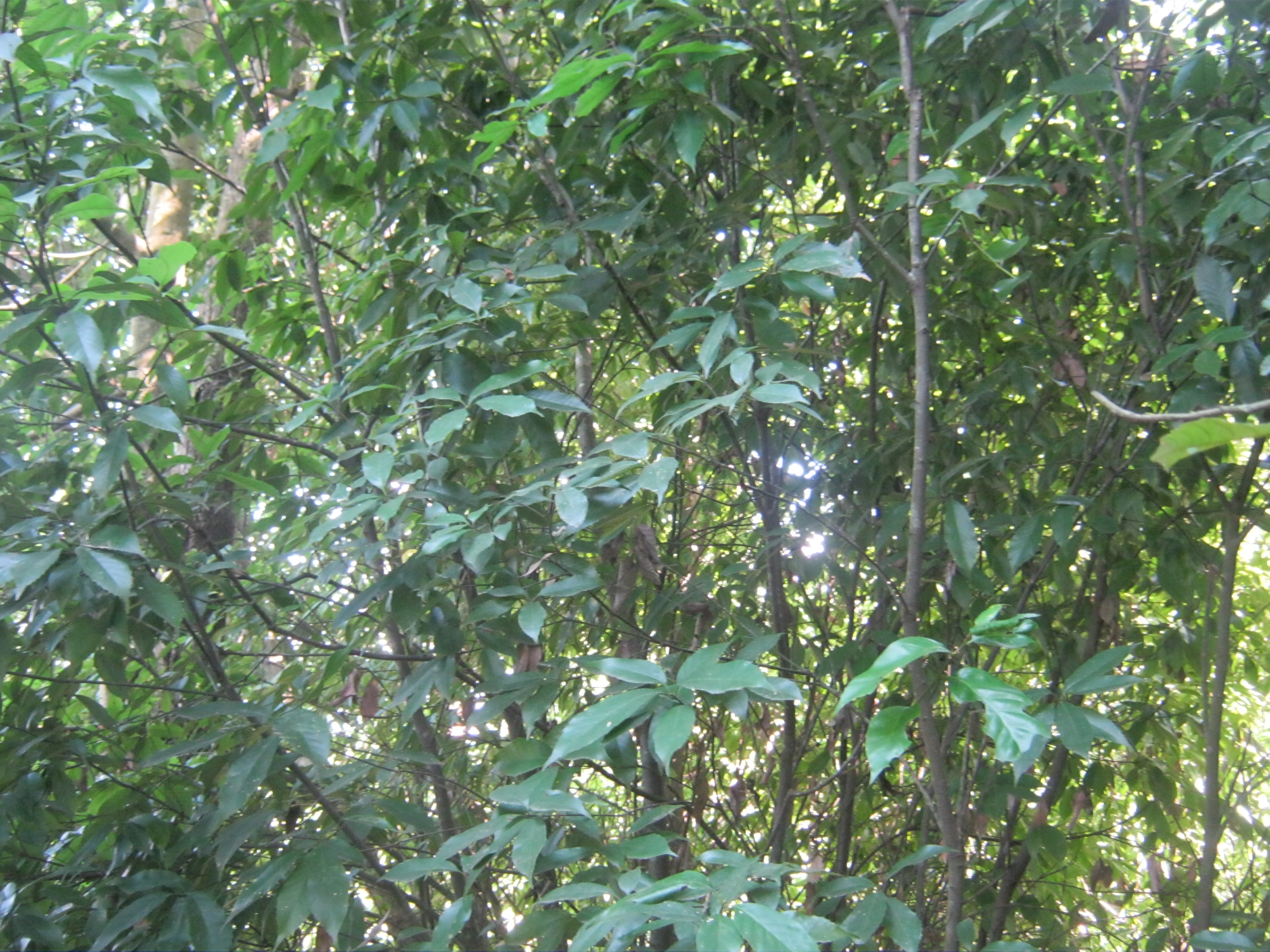
Quercus lamellosa en la jungla de Panchkhal VDC, Nepal

Quercus lamellosa (nepalí:फलाँट, Falant) (syn. Cyclobalanopsis lamellosa) es una especie de Quercus nativo del Himalaya  y las montañas colindantes de Nepal este a suroeste de China y el norte de Tailandia, que crece a altitudes de 1300-2500 metros.

## Descripción
Es un  árbol de tamaño mediano a grande de hoja perenne que crece hasta los 40 m de altura con un tronco de hasta 1,5 m de diámetro. Las hojas están dispuestas en espiral, ovado-elípticas, de 16-45 cm de largo y 6-15 cm de ancho, con un margen fuertemente serrado. Las flores son amentos , las flores femeninas con frutos en grandes bellotas de 2-3 cm de largo y 3-4 cm de ancho, situado en una profunda cúpula con anillos concéntricos de escamas leñosas.
Joseph Dalton Hooker , comentó:
"En el presente es uno de los árboles más comunes en Darjeeling, y es, sin duda, con mucho, la más noble especies de roble conocida, ya sea por el tamaño de las hojas o bellotas, la textura y el color o el aspecto imponente del árbol ".
A veces se cultiva como árbol ornamental en climas templado-cálidos, en las islas británicas, el cultivo tiene éxito solamente en las partes más suaves de Irlanda y Cornualles.

## Taxonomía
Quercus lamellosa fue descrita por  James Edward Smith y publicado en The Cyclopaedia; or, universal dictionary of arts, . . . 29: Quercus no. 23. 1819.
Etimología
Quercus: nombre genérico del latín que designaba igualmente al roble y a la encina.
lamellosa: epíteto latín, que tiene laminitas. Fuente: Diccionario de Botánica, Pío Font Quer, página 644. 
Variedades
- Quercus lamellosa var. lamellosa
- Quercus lamellosa var. nigrinervis (Hu) Z.K.Zhou & H.Sun

Sinonimia
- Cyclobalanopsis fengii Hu & W.C.Cheng
- Cyclobalanopsis lamellosa (Sm.) Oerst.
- Perytis lamellosa (Sm.) Raf.

var. lamellosa
- Cyclobalanopsis paucilamellosa (A.DC.) Oerst.
- Dryopsila aprica Raf.
- Quercus imbricata Buch.-Ham. ex D.Don
- Quercus lamellata Roxb.
- Quercus paucilamellosa A.DC.

var. nigrinervis (Hu) Z.K.Zhou & H.Sun
- Cyclobalanopsis lamelloides (C.C.Huang) Y.T.Chang
- Cyclobalanopsis lamellosa var. nigrinervis (Hu) Z.K.Zhou & H.Sun
- Cyclobalanopsis nigrinervis Hu
- Quercus lamelloides C.C.Huang[3][4]